# Orlu, Eure-et-Loir
Orlu är en kommun i departementet Eure-et-Loir i regionen Centre-Val de Loire strax norr om centrala Frankrike. Kommunen ligger i kantonen Auneau som tillhör arrondissementet Chartres. År 2018 hade Orlu 38 invånare.

## Befolkningsutveckling
Antalet invånare i kommunen Orlu
Referens:INSEE